# Пастоль, Ив Мари
Ив Мари Пастоль (фр. Yves Marie Pastol; 1770—1813) — французский военный деятель, бригадный генерал (1809 год), барон (1810 год), участник революционных и наполеоновских войн.

## Биография
Родился в семье председателя гражданского и уголовного суда герцогства Пентьевр Ива Пастоля (фр. Yves Marie Joseph Pastol, seigneur de Kéramelin; 1731—1809) и его супруги Марии Ле Дереа (фр. Marie Jeanne Le Dereat; 1747—1786). 14 июля 1791 года поступил на военную службу в 1-й батальон волонтёров департамента Кот-дю-Нор. 1 августа 1791 года получил звание капрала. 15 октября 1791 года был уволен по распоряжению военного министра. 10 июня 1792 года вернулся на службу в 3-й батальон волонтёров департамента Кот-дю-Нор. 12 августа 1792 года был избран младшим лейтенантом, а уже 6 сентября 1792 года – капитаном. 4 апреля 1793 года вступил на борт линейного корабля «Ашиль» и принимал участие в морских операция на Средиземном море. В конце 1793 года определён в состав Западной армии. С 1795 по 1796 годы служил во Внутренней армии.
18 декабря 1796 года возглавил роту в легендарной 18-й полубригаде линейной пехоты. Служил в Итальянской армии Бонапарта. 23 марта 1797 года был легко ранен в сражении при Тарвисе. 15 марта 1798 года стал адъютантом генерала Брюна в Гельветической армии. Под началом Брюна отличился в Батавской кампании 1799 года. 19 сентября 1799 года прямо на поле боя при Бергене получил звание командира батальона. 2 октября дрался при Алкмаре и 6 октября при Кастрикуме. 11 октября 1799 года был награждён званием полковника. В 1800 году в качестве адъютанта генерала Брюна сражался в составе Западной, затем Итальянской армий.
26 августа 1800 года женился в Дижоне на Пьеретте Базир (фр. Pierrette Julienne Basire; 1784—1864), от которой имел сына и дочь.
19 сентября 1801 года был назначен командиром 52-й полубригады линейной пехоты, которая числилась в Итальянской армии. В январе 1802 года 52-я оккупировала Болонью, в марте – Мантую и Пескьеру. В сентябре 1802 года три батальона полубригады соединились в Брешии. После реорганизации в сентябре 1803 года 52-й полк отправился в гарнизон в Вероне с отрядом в Пескьере. В мае 1805 года он присоединился к дивизии Гарданна в лагере Кастильоне, откуда вновь вернулся в Верону со своим депо в Павии. В кампании 1805 года действовал вместе с 22-м полком лёгкой пехоты в составе бригады Компера 1-й пехотной дивизии генерала Гарданна. В ночь с 17 на 18 октября Пастоль с 52-м переправился в Верону по мосту Вьё-Шато через Адидже. Французы шаг за шагом выбивали неприятеля с позиций на левом берегу. В два часа дня противник, отступивший к высотам Сан-Леонардо, получил подкрепление. Основная часть полка была внезапно атакована толпой всадников, обрушившихся на него со всех сторон. 52-й полк строит каре, позволяет ему приблизиться на тридцать шагов, а затем открывает ужасный огонь, несущий смерть неприятельским рядам. Австрийцы отходят, перестраиваются и вновь атакуют. Полковник Пастоль получает ранение в левую руку, когда подбадривает солдат в каре. На помощь 52-му приходит 1-й линейный полковника Дегравье-Бертоле. Затем 52-й полк формирует ударные колонны и совместно с 1-м линейным энергично атакуют австрийцев. После упорного сопротивления противник отступает, бросая многочисленных пленных. Страшная буря, разразившаяся около шести часов вечера, остановила преследование. 52-й полк потерял 7 офицеров и 34 солдат убитыми или умершими от ран. 29 октября рано утром двенадцать рот вольтижёров дивизии Гарданна энергично вступили в бой на высотах Сан-Леонардо. Умело используя преимущества изрытой местности, изрезанной небольшими стенами, противник оказывал самое упорное сопротивление. Французы сбили имперцев с занятых позиций, и генерал Гарданн собирался продолжить наступление, когда получил приказ ограничиться сохранением своей позиции и расположить свои войска бивуаком перед Сен-Мишелем. На следующий день бои возобновились. Люди Пастоля доблестно выполнили свой долг и получили похвалу от Гарданна. Затем французы преследовали отступающих австрияков. 52-й последовательно форсировал Бренту (5 ноября), Пьяве (9 ноября), Тальяменто (13 ноября) и 16-го прибыл на Изонцо, которую перешёл вброд. По окончании боевых действий Пастоль был вынужден вернуться во Францию для лечения своих ран, а 52-й полк был переведён в Армию Неаполя. 15 января 1807 года Пастоль получил пулевое ранение, когда во главе своего полка одним из первых вошёл в брешь Амантеи - цитадели разбойников в Калабрии. 28 мая 1808 года сражался при Милето. Вновь в составе Итальянской армии принимал участие в Австрийской кампании 1809 года. Служил в составе 4-й пехотной дивизии Пакто. Отчаянно сражался 16 апреля во главе полка при Сачиле, где 52-й понёс большие потери. 8 мая отличился на Пьяве, 11 мая — при переправе через Тальяменто у брода Вальвазоне. 18 мая штурмовал сильные позиции австрийцев при Мальборгетто.
30 мая 1809 года получил звание бригадного генерала и возглавил бригаду в дивизии Пакто. Сражался при Раабе и Ваграме. 15 августа 1809 года получил дотацию в 4000 франков ежегодной ренты с департамента Рим. В 1810 году командовал пехотной бригадой (53-й и 106-й линейные полки) в Риме. С 20 апреля по 1 июля 1811 года был командиром 1-й бригады 3-й пехотной дивизии генерала Партуно Итальянского наблюдательного корпуса. 11 февраля 1812 года возглавил 2-ю бригаду 14-й пехотной дивизии генерала Бруссье. 10 марта 1812 года испросил отпуск по болезни и с разрешения генерала Жюно удалился в Мюнхен для восстановления здоровья. 18 января 1813 года возвратился к активной службе с назначением командиром 2-й бригады 17-й пехотной дивизии генерала Пюто 5-го армейского корпуса генерала Лористона. В его бригаду входил 148-й полк линейной пехоты. Принимал участие в Саксонской кампании. 31 мая 1813 года погиб, когда получил два пулевых ранения при захвате селения Нойкирх недалеко от Бреслау.

## Воинские звания
- Солдат (14 июля 1791 года);
- Капрал (1 августа 1791 года);
- Младший лейтенант (12 августа 1792 года);
- Капитан (6 сентября 1792 года);
- Командир батальона (19 сентября 1799 года, утверждён 9 октября 1799 года);
- Полковник (11 октября 1799 года, утверждён 19 октября 1799 года);
- Бригадный генерал (30 мая 1809 года).

## Титулы

Герб барона

- Барон Керамелен и Империи (фр. baron Kéramelin et de l'Empire; декрет от 15 августа 1809 года, патент подтверждён 11 июня 1810 года в Сен-Клу)[2][3].

## Награды
Легионер ордена Почётного легиона (11 декабря 1803 года)
 Офицер ордена Почётного легиона (14 июня 1804 года)
 Командор королевского ордена Обеих Сицилий (24 февраля 1808 года)